# Ereca unicolor
Ereca unicolor is een hooiwagen uit de familie Assamiidae.